# Crucero fluvial

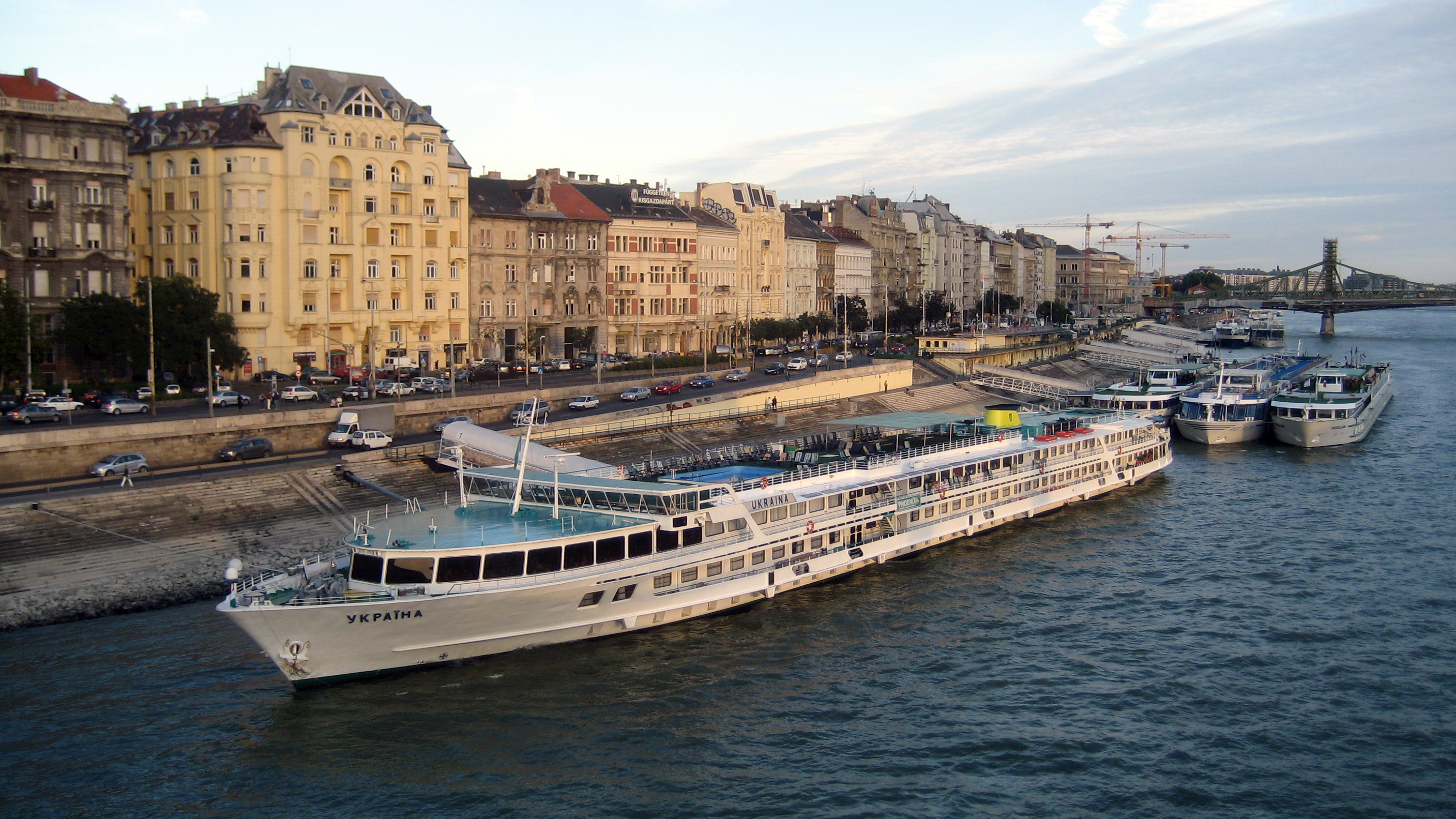
Cruceros fluviales atracados en el río Danubio en Budapest.

Un crucero fluvial (o crucero de río) es un viaje realizado en crucero por vías navegables interiores que suele hacer escala en varios puertos a lo largo del trayecto. Dado que las ciudades y los pueblos suelen crecer en torno a los ríos, los cruceros fluviales suelen atracar en el centro de las ciudades y los pueblos.

## Descripciones

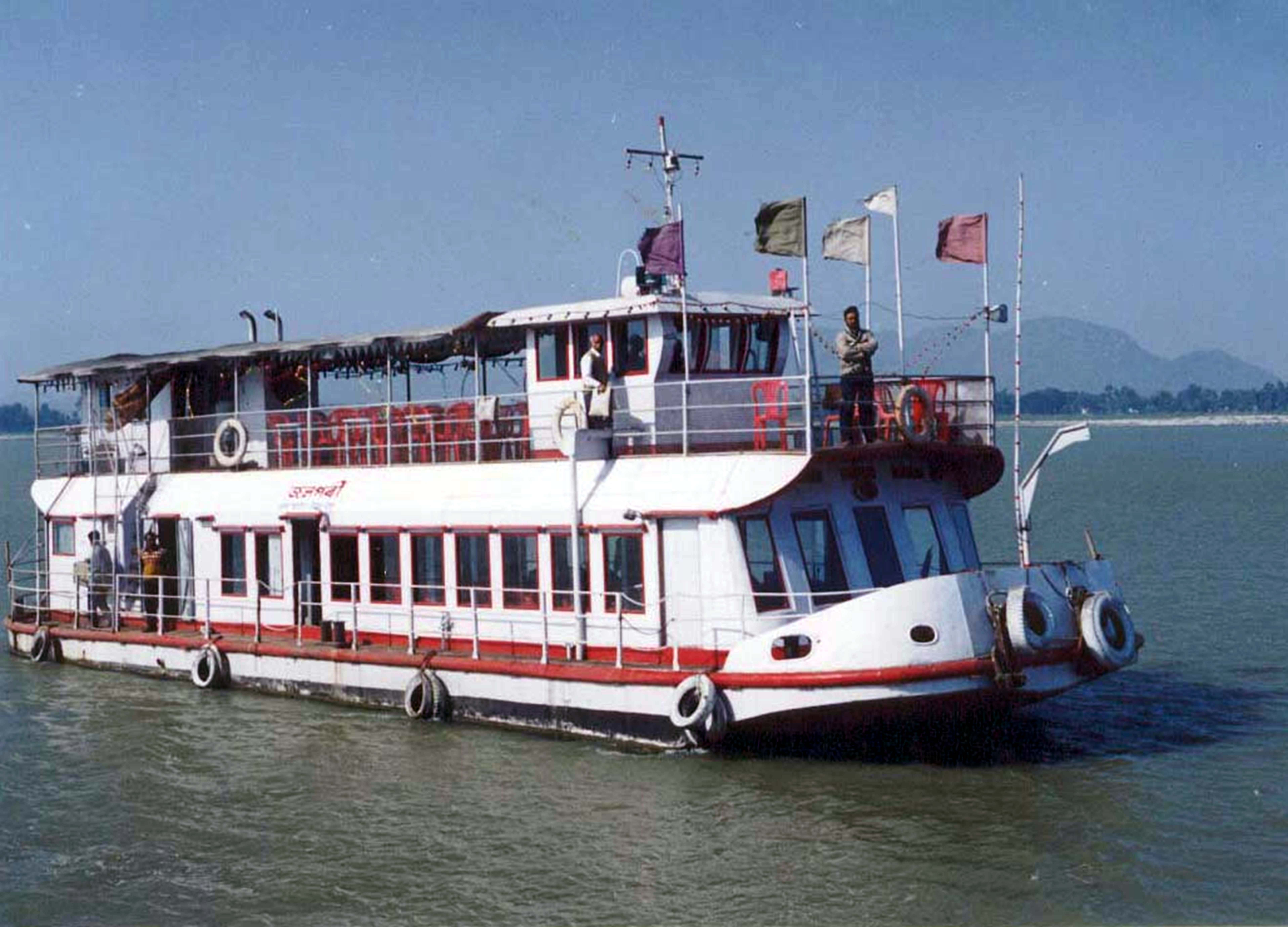
Crucero fluvial por el río Brahmaputra.

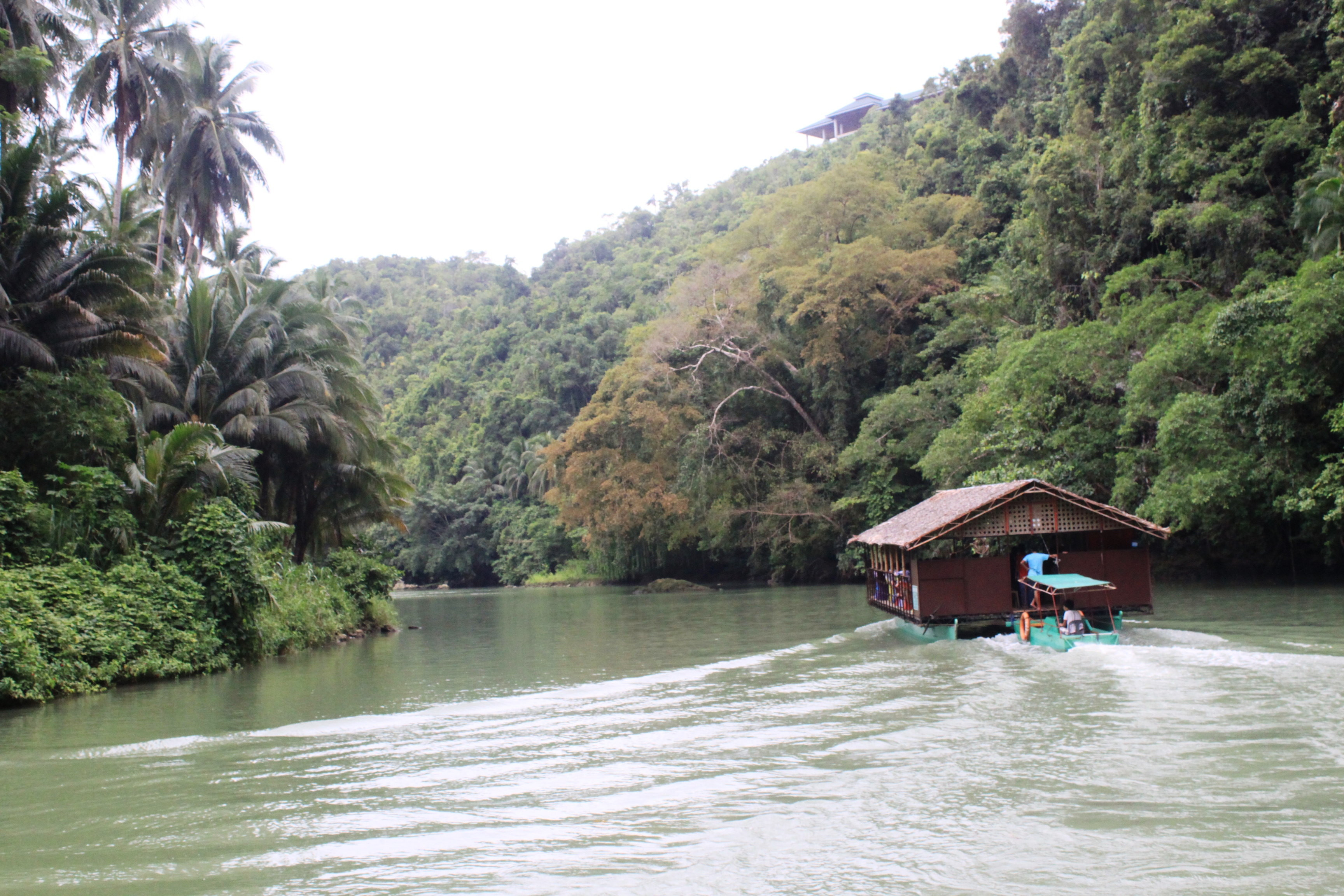
Cruceros fluviales en Filipinas.

### Cruceros de un día por el río
Los cruceros fluviales de un día son excursiones que duran desde 30 minutos hasta un día entero. Pueden realizarse en barcos con capacidad para 10 o varios cientos de personas. Este tipo de crucero suele tener su base en una ciudad cuyo centro esté atravesado por un río (por ejemplo, Ámsterdam, Bangkok, Londres, París o Benarés) o en una zona de belleza natural, como el río Hudson, el Támesis o el Ganges. Algunos lugares populares son:
- África: Luxor, El Cairo
- América: Nueva York, Nueva Orleans, San Antonio, San Luis. Detroit
- Asia: Bangkok, Ciudad Ho Chi Minh, Kuching, Malaca, Singapur, Benarés
- Europa: Ámsterdam, Budapest, Colonia, Londres, París

### Cruceros fluviales
Los cruceros fluviales con alojamiento ofrecen travesías más largas.
Según Douglas Ward, "un crucero fluvial representa la vida en el carril lento, navegando a un ritmo suave, empapándose del paisaje, con abundantes oportunidades de explorar pueblos y ciudades ribereños en ruta. Es una experiencia sumamente relajante, un antídoto contra las presiones de un mundo acelerado, en un entorno confortable sin pretensiones, con buena comida y agradable compañía".
Los cruceros fluviales son una importante industria turística en muchas partes del mundo.
- África: Nilo
- América: Misisipi, Amazonía del Perú
- Asia: Brahmaputra, Ganges, Padma, Damodar, Irawadi, Mekong, Yangtsé
- Australia: Murray
- Europa: Danubio, Rin, Sena, Ródano, Volga, Mosela, Meno, Duero.

## Cruceros fluviales hundidos
- Dongfang zhi Xing: un crucero fluvial, volcó por una tormenta el 1 de junio de 2015, muriendo 442 personas.
- Hableány: un crucero fluvial, se hundió el 29 de mayo de 2019 tras chocar accidentalmente contra el crucero fluvial Viking Sigyn, 27 muertos.